# Otto Funke (Anglist)
Otto Funke (* 2. Oktober 1885 in Salzburg; † 11. Dezember 1973 in Bern) war ein österreichischer Anglist, Sprachwissenschaftler und Hochschullehrer.

## Leben und Wirken
Nach seinem Schulbesuch im Stiftsgymnasium Kremsmünster studierte Otto Funke von 1903 bis 1909 Philosophie und Neuere Philologien, zunächst an der Universität Wien, anschließend an der Universität München, wo er 1907 mit einer Arbeit aus dem Bereich des Mittelenglischen promovierte. Ab 1911 arbeitete er zunächst als Gymnasiallehrer in Prag. Er habilitierte sich 1914 an der Deutschen Universität Prag und lehrte dort nach dem Kriegsdienst im Ersten Weltkrieg bis zu seiner Berufung auf eine Professur an der Universität Bern im Jahre 1926. Dort lehrte und forschte Funke über drei Jahrzehnte bis zum Eintritt in den Ruhestand, wobei er darüber hinaus noch Vorlesungen und Seminare an den Universitäten München, Erlangen und Tübingen hielt.
In seinen Forschungen widmete sich Funke neben der englischen Literaturgeschichte vor allem der Sprachphilosophie und Sprachtheorie sowie der englischen Grammatik. Intensiv beschäftigte er sich mit dem Werk des Schweizer Sprachphilosophen Anton Marty.

## Veröffentlichungen (Auswahl)
- Kasus-Syntax bei Orrm und Lazamon. Selbstverlag, Wien 1907 (= Dissertation Universität München).
- Die gelehrten lateinischen Lehn- und Fremdwörter in der altenglischen Literatur von der Mitte des X. Jahrhunderts bis um das Jahr 1066. Niemeyer, Halle/S. 1914.
- Innere Sprachform. Eine Einführung in Anton Martys Sprachphilosophie (= Prager deutsche Studien, Bd. 32). Kraus, Reichenberg 1924.
- Satz und Wort. Eine kritische Auseinandersetzung mit der üblichen grammatischen Lehre und ihren Begriffsbestimmungen aus Anton Martys Nachlaß hrsg. (= Schriften der Deutschen Wissenschaftlichen Gesellschaft in Reichenberg, Bd. 2). Stiepel, Reichenberg 1925.
- Über Wert und Methode einer beschreibenden Bedeutungslehre. Aus Anton Martys Nachlaß hrsg (= Schriften der Deutschen Wissenschaftlichen Gesellschaft in Reichenberg, Bd. 3). Stiepel, Reichenberg 1926.
- Studien zur Geschichte der Sprachphilosophie (= Neujahrsblatt der Literarischen Gesellschaft Bern, N.F., Bd. 6). Francke, Bern 1927.
- Zum Weltsprachenproblem in England im 17. Jahrhundert. G. Dalgarno’s „Ars Signorum“ (1661) und J. Wilkins’ „Essay Towards a Real Character and a Philosophical Language“ (1668) (= Anglistische Forschungen, Bd. 69). Winter, Heidelberg 1929.
- Englische Sprachphilosophie im späteren 18. Jahrhundert (= Neujahrsblatt der Literarischen Gesellschaft Bern, N.F., Bd. 11). Francke, Bern 1934.
- Die Schweiz und die englische Literatur. Francke, Bern 1937.
- (Hrsg.): Grammatica Anglicana von P. Gr. (1594), nach dem Exemplar des Britischen Museums (= Wiener Beiträge zur englischen Philologie, Bd. 60). Braumüller, Wien/Leipzig 1938.
- Die Frühzeit der englischen Grammatik. Die humanistisch-antike Sprachlehre und der nationalsprachliche Gedanke im Spiegel der frühneuenglischen Grammatiker von Bullokar (1586) bis Wallis (1653); die grammatische Systematik und die Klassifikation der Redeteile (= Schriften der Literarischen Gesellschaft Bern, Bd. 4). Lang, Bern 1941.
- Wege und Ziele. Ausgewählte Aufsätze und Vorträge. Francke, Bern 1945.
- Englische Sprachkunde. Ein Überblick ab 1935. Francke, Bern 1950.
- Epochen der neueren englischen Literatur. Eine Überschau von der Renaissance bis zum Beginn des 20. Jahrhunderts. 2. Aufl. Hueber, München 1958.
- Gesammelte Aufsätze zur Anglistik und zur Sprachtheorie (= Schweizer anglistische Arbeiten, Bd. 56). Francke, Bern 1965.